# ایتالو گاریبولدی
ایتالو گاریبولدی (به ایتالیایی: Italo Gariboldi) (زاده ۲۰ آوریل ۱۸۷۹ – درگذشته ۳ فوریه ۱۹۷۰) پیش از جنگ جهانی دوم و در جریان این جنگ از افسران ارشد ارتش سلطنتی ایتالیا بود. او به خاطر رهبری نیروهای ایتالیایی در نبرد استالینگراد از پیشوای آلمان، آدولف هیتلر، نشان شوالیه‌ای صلیب آهنین دریافت کرد.